# Enzo Amore
Eric Anthony Arndt (sinh ngày 8/12/1986) là một đô vật chuyên nghiệp và một rapper người Mỹ. Anh được biết đến nhiều nhất khi đang kí hợp đồng với WWE Raw dưới cái tên Enzo Amore. Sau khi bị WWE sa thải vào ngày 23/01/2018 vì cáo buộc cưỡng hiếp sau đó vụ việc đã được toà án giải quyết và phần thắng nghiêng về anh,anh hiện đang thi đấu tự do và đồng thời là một rapper với cái tên Real1.